# Pietro Ferroni
Pietro Ferroni (Firenze, 1745 – 1825) è stato un matematico italiano.

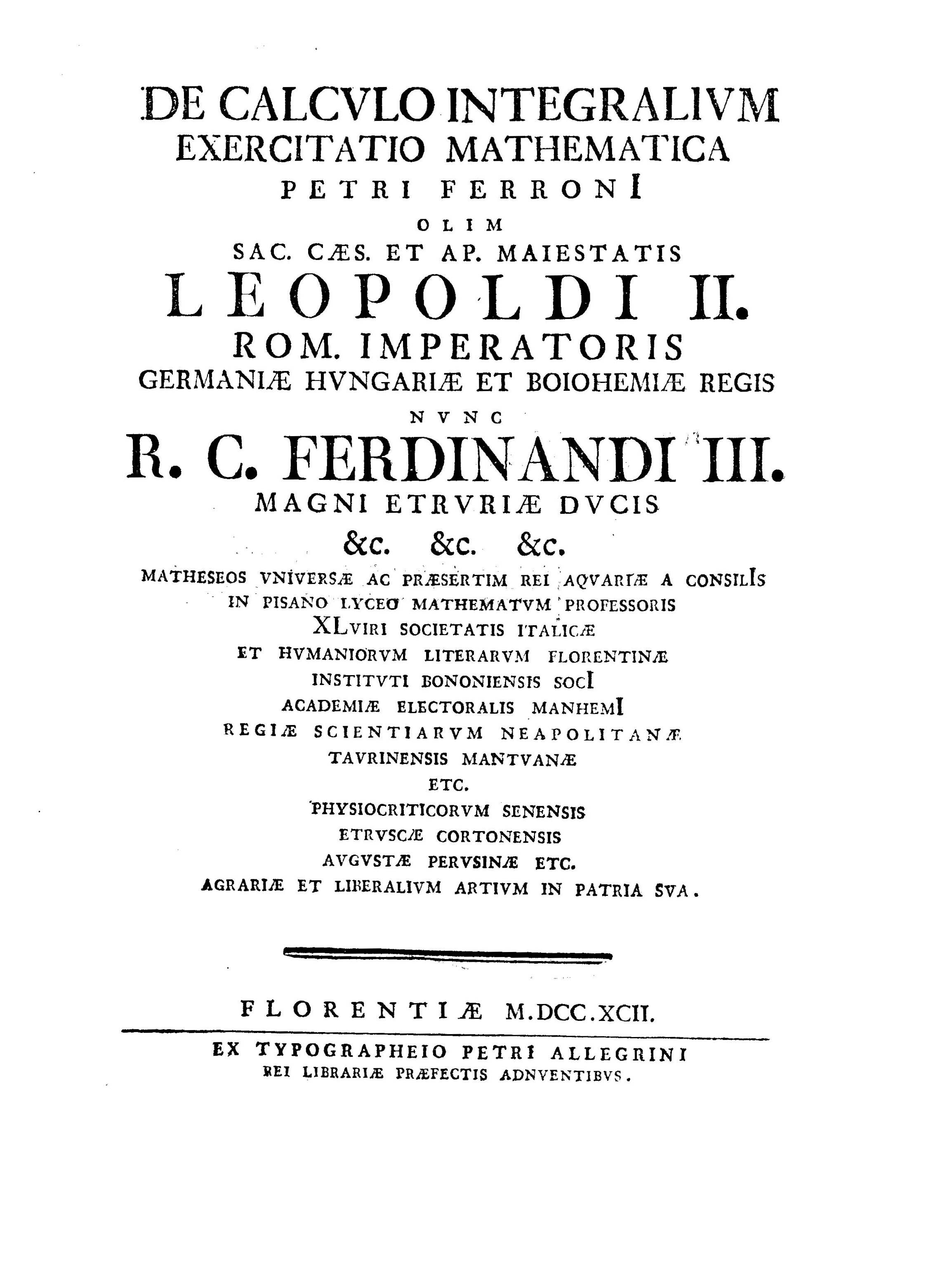
De calculo integralium, 1792

Il suo scritto intitolato In Erathostenes Cyrenaei geometricum epigramma votivum axcursio critica menziona la prima edizione latina illustrata del trattato De sphaera et cylindro di Archimede, pubblicata a Venezia nel 1573 dal matematico Niccolò Tartaglia (in collaborazione col tipografo Venturini-Ruffinelli).

## Opere
- (LA) Pietro Ferroni, De calculo integralium, Florentiae, ex Typographeio Petri Allegrini, 1792. URL consultato il 13 giugno 2015.